# Гийермо Асканио
Гийермо Асканио (на испански: Guillermo Ascanio) е испански политик от Комунистическата партия на Испания.
Той се бие на страната на Втората испанска република по време на Испанската гражданска война и се опитва да предотврати преврата на Касадо от март 1939 г. След победата на националистите е екзекутиран от правителството на Франсиско Франко в Мадрид.

## Биография
Асканио е роден в град Валермосо на 30 октомври 1907 г. Учи индустриално инженерство в Германия, по-късно се завръща в Испания. Става член на Комунистическата партия на Испания (PCE), в рамките на която извършва интензивна работа. Заедно с Хосе Мигел Перес е една от основните фигури на Комунистическата партия на Канарските острови. Публикува няколко статии в Spartacus (изданието на Федерацията на работниците от Ла Палма), в някои от които защитава независимостта на Канарските острови по отношение на Испания, описвайки политико-икономическата ситуация на архипелага като „полуколониална“.